# Чешская национально-социальная партия
Чешская национально-социальная партия (чеш. Česká strana národně sociální, ČSNS) — левоцентристская политическая партия в Чехии, одна из старейших чешских политических партий, в первой половине XX века была важной политической силой, имевшая большое влияние на руководство страной, со второй половины 90-х годов XX века партия стала совершенно маргинальной.
В период Первой республики была важная и влиятельная политическая партия, входившая в большинство коалиционных правительств. Среди его наиболее важных членов в то время были Вацлав Клофач, Эдвард Бенеш, Карел Бакса, Франтишка Земинова и Франтишка Пламинкова. После кризиса и формирования режима Второй Республики в 1938 году, партия вошла в состав Национальной рабочей партии, которая через несколько месяцев была распущена после начала оккупации Германией. В изгнании и в сопротивлении дома партия сосредоточила свои усилия на борьбе с нацистами. В послевоенной народно-демократической Третьей Республике в период с 1945 по 1948 год, партия имела второе по значительности (после коммунистов) влияние в стране. После событий в феврале 1948 года, в руководстве партии появились сторонники коммунистов. Более значительную роль партия сыграла в начале «Бархатной революции», когда предоставила представителям диссидентского движения трибуну в своих СМИ (газета «Свободное слово») и недвижимости (здание Мелантриха на Вацлавской площади в Праге). Впоследствии партия объединилась с изгнанными или эмигрировавшими деятелями партии, но её влияние на политическую жизнь быстро уменьшалось. В первой половине 1990-х годов входила в состав Либерально-социального союза, но после 1996 года потеряла представительство в Палате депутатов.

## История

### Австро-Венгерский период
Толчком к созданию новой политической партии послужила неопределённая политика по национальному вопросу и заявления депутатов чешских социал-демократов в Рейхсрате 30 марта 1897 года, в котором представители чешского пролетариата дистанцировались от чешского государственного права. Случайно одна из групп национальных рабочих собралась в Праге у Старой ратуши 4 апреля 1897 года, готовя публичное собрание, на котором они хотели провозгласить свои принципы и цели. Имело место и страстное неприятие позиции социал-демократов и, наоборот, обоснование требований чешского государственного права. Таким образом, собрание фактически стало учредительным собранием Национальной рабочей партии, ставшей в последствии Чешской национально-социальной партии. Партия сформировалась в 1897—1898 годах; учредительный съезд состоялся в апреле 1898 года. У истоков создания партии стоял журналист Вацлав Клофач, руководивший партией (с перерывом на время Первой мировой войны) вплоть до 1938 года. Партия была создана во враждебном окружении; её создание поддержали только младочехи.
Первое издание партии называлось «Чешских рабочий» (чеш. Český dělník, 1897—1899), редакторами которого были Алоис Симонидес, Йозеф Клечак и другие, партия также издавала просветительский журнал «Пробуждение» (чеш. Probuzení, 1897—1899), а для молодёжи журнал «Вперёд» (чеш. Vpřed, 1897—1899), которые в 1900 году объединились в еженедельник «Чешская демократия» (чеш. Česká demokracie, 1900—1903). В 1901 году начал издаваться журнал «Молодые течения» (чеш. Mladé proudy) — пресса национально-социальной молодежи, которая в течение нескольких лет сильно склонилась в сторону чешского антимилитаризма. В результате этого курса в октябре 1907 года были арестованы четыре лидера движения, а затем и другие. Суд в Вене под давлением императора вынес приговор 44 обвиняемым из 46. Хуже всего пришлось Эмилю Шпатному и Алоису Хатине, которых приговорили к двум годам заключения. В ходе продолжающегося судебного процесса было распущено более двухсот сорока местных национально-социальных молодежных организаций. В 1907 году вышел первый номер «Чешкого слова» под редакцией Иржи Пихля, а в Силезии Йожа Давид начал публиковать «Силезское слово».
Партия сочетала реформированный социализм с национальным радикализмом и антиавстрийским антимилитаризмом, за что её преследовали во время Первой мировой войны. Весной 1918 года партия объединилась с Чешской народной реалистической партией (переименованной в Чешскую прогрессивную партию) и Федерацией чешских анархо-коммунистов (ФЧАК) в Чешскую социалистическую партию.
Социальной опорой партии служили мелкие предприниматели, служащие, рабочие, разделявшие социал-демократические идеи социальной справедливости вместе с национализмом как инструментом достижения независимости Чехии. Партия выступала исключительно за парламентские методы борьбы. Партия противопоставляла свою «народно-социалистическую» идеологию марксизму. Апеллируя к национальной «традиции гуситов и таборитов», её программа призывала к «преодолению классовой борьбы национальной дисциплиной, моральным обновлением и демократией как предпосылками к социализму». Она также поддерживала панславянское движение. Несмотря на массовость партии, она отличалась аморфной структурой со множеством течений и фракций.

### Период Первой республики
После образования Чехословакии в партии произошли организационные изменения, которые внешне проявились в принятии новой программы и названия Чехословацкой социалистической партии. В новой программе партия выступала за классовую борьбу и обобществление средств производства путём их экспроприации и передачи в управление профсоюзов и кооперативов. Съезд анархистов в феврале 1919 года подтвердил слияние с Чехословацкой социалистической партией, в организационных рамках которой анархисты-коммунисты намеревались продвигать свою программу. Изменение курса внутри Социалистической партии в первой половине 1920-х годов вызвали серьёзные разногласия. В 1920 году к партии присоединилось левое крыло бывших членов Чешской прогрессивной партии Томаша Гаррига Масарика. Образовалась внутрипартийная оппозиция бывших анархо-коммунистов (во главе с доктором Б. Врбенским), исключенная из партии в 1923 году за голосование против реакционного закона о защите республики. В том же году группа Врбенского объединилась с «Независимой социалистической рабочей партией» и создала так называемое «Социалистическое объединение», переименованное в 1924 году в «Независимую рабочую партию». Независимость этой небольшой политической партии закончилась в 1925 году с вступлением её членов в Коммунистическую партию Чехословакии.
Партию поддерживали больше всего в Богемии, чем в Моравии. На первых парламентских выборах 1920 года партия получила 500 821 голосов, из которых всего было подано 89 890 голосов в Моравии (большая часть — в Брненском избирательном округе). Такое положение дел продолжалось до 1929 года, когда Национальная рабочая партия присоединилась к партии, а национальные социалисты также привлекли к себе представителей мелкой буржуазии, бюрократии, истеблишмента, а также представителей сознательного класса рабочих. В 1926 году съезд партии принял новое название — Чехословацкая национально-социалистическая партия, этот съезд также решил спор между председателем Клофачем (демократическое течение) и Йиржи Стржибрным (националистическое течение) в пользу председателя Клофача и его союзников, в особенности Эдварда Бенеша, который был сторонником идеи синтеза капиталистического и социалистического строя. Представители правонационалистического крыла во главе с Йиржи Стржибрным были исключены из партии, некоторые из них создали фашистскую Партию славянских социалистов (позже Национальная лига).
После отставки президента Масарика с поста по его рекомендации и при поддержке демократических партий новым президентом был избран Эдвард Бенеш, который был заместителем председателя партии в период с 1926 по 1935 год, а также министром иностранных дел Чехословакии с 1918 по 1935 год. Партия была опорой демократической республики и принадлежала к так называемым сторонникам Града, поддерживающим президента Масарика, а также к партиям, объединенным в так называемую «Большую Пятёрку», имевшую заслугу в стабилизации политической системы первой республики. Были членами коалиционных правительств в период с 1918 по 1926 год и в период с 1929 по 1938 годы. Среди важных представителей тогдашней партии были Вацлав Клофач, Эмиль Франке, Иржи Стржибрный, Франя Земинова (единственная женщина, занимавшая пост заместителя председателя партии во времена Первой республики), Франтишка Пламинкова, а с 1923 года также Эдвард Бенеш и другие политики.
В идеологии партии отстаивались идеи классового единства в Чехословакии, гуманизма, равенства, развития экономики «на основе экономического плана и на принципах общего блага». В то же время, эти требования так и не были закреплены в программе.
В 1920-х партия состояла наблюдателем в Социалистическом рабочем интернационале, однако из-за споров об интернационализме так никогда и не стала полноправным членом. Она поддерживала связи с такими партиями, как российские эсеры в эмиграции, французские радикалы и югославские народные социалисты, а во время Второй мировой войны — с британскими лейбористами.

### Период Второй республики и оккупации
Во время эфемерной Второй Чехословацкой республики левое партийное большинство в декабре 1938 года объединилось с Чешской социал-демократической партией в Национальную партию труда (Národní strana práce). Некоторые представители правого крыла присоединились к Партии национального единства, а ещё меньше словацких членов — к Глинковой словацкой народной партии.
После оккупации Чехословакии Германией запрещённая партия участвовала в движении Сопротивления. В период с 1939 по 1945 год нацисты казнили и подвергли пыткам 2400 членов партии (называемой гестапо «Партией Бенеша», нем. Benesch-Partei), ещё несколько тысяч заключили в концентрационные лагеря и тюрьмы (например, послевоенного председателя партии Петр Зенкла, довоенного генерального секретаря партии Карела Мудрого, Миладу Горакову и многих других). Среди казненных и замученных был ряд ведущих и рядовых партийных работников, учителей, легионеров и работников Сокола (например, приматор Праги Отакар Клапка, сенатор Франтишка Пламинкова, Зеленка-Гайский). Члены также были среди ведущих представителей внутреннего сопротивления (Владимир Краина, Йозеф Уржедник и другие). Важным было и участие в правительстве в изгнании (Прокоп Дртина, Хуберт Рипка, Ярослав Странский).

### Период Третьей республики
11 мая 1945 года в Праге состоялась встреча оставшихся и уехавших представителей партии, а 17 мая 1945 года — учредительный демонстрационный митинг в пражской Люцерне, где было объявлено об восстановлении партии, а её прежнее члены и сторонники были призваны к работе по восстановлению организационной структуры и работы партии. Новым председателем был избран Петр Зенкл.
Партия разработала собственный проект новой чехословацкой конституции, над которой начала работать в июне 1946 года. Проект этой конституции также предусматривал создание трех региональных ассамблей (Чешской, Моравско-Силезской и Словацкой) с исчерпывающе определёнными законодательными полномочиями.
После мая 1945 года Чехословацкая национал-социалистическая партия восстановила довоенное внутреннее устройство и внутрипартийную структуру. В конце 1945 года в ней насчитывалось около 450 000 членов, годом позже, осенью 1946 года, партия сообщала о 594 000 членов. Членскую базу партии составляли государственные служащие (учителя, железнодорожные рабочие, почтовые работники), представители свободных профессий, предприниматели, торговцы и ремесленники, а также частично крестьяне и помещики. Значительная часть пролетариата и служащих крупных заводов сократилась. Численно они были широко представлены в общественных организациях: Чехословацком обществе Сокола, Чехословацком обществе легионеров, Объединенном союзе чешских земледельцев. Партии удалось перетянуть на свою сторону лишь небольшую часть избирателей неразрешённых партий (например, аграриев).
После окончания войны планировалось создание коалиционного правительства — «Национального блока трудящихся города и деревни» — с участием коммунистов, социал-демократов и ЧНСП. В первом составе послевоенного правительства ЧНСП получила 3 министерских места из 20. Для восстановления партии и последующем участии в правительстве партия вошла в Национальный фронт чехов и словаков и поддержала умеренный курс КПЧ на строительство собственной модели социализма. В 1946 году приняла участие в выборах в Национальное собрание, получив 18,37 % голосов и 55 мест. Вскоре, однако, НФ фактически распался, и ЧНСП стала частью умеренной либерально-демократической альтернативы с участием Народной партии и Демократической партии (в Словакии).
Вынужденный отказ (под давлением из Москвы) от принятия помощи по плану Маршалла привёл к тому, что ЧНСП прекратила сотрудничество с коммунистами. В ходе февральских событий 1948 года партия сперва выступала против коммунистов, но впоследствии в ней победило прокоммунистическое крыло. В результате партия перешла на левосоциалистическую платформу, стала союзником КПЧ и сменила название на Чехословацкую социалистическую партию. Возглавивший после войны партию Петр Зенкл, в изгнании возглавлял Совет Свободной Чехословакии в 1949—1974 годах.

### После 1989 года
Во время Бархатной революции, на момент которой в партии состояло 14 тысяч членов, многие её члены участвовали в создании Гражданского форума. После революции перешла на умеренно-либеральную идеологию. После распада Чехословакии объединилась со «Свободными демократами».
В 1992 году в блоке (левоцентристский Либерально-социальный союз) вместе с зелёными и аграриями вошла в Палату Представителей Чехии. В 1998 член партии был избран по списку гражданско-демократического альянса. В настоящее время партия не пользуется массовой поддержкой; на местных выборах 2010 года она получила 20 депутатских мест в местных советах 11 небольших городов.
В 2005 году из-за финансовых проблем партии некоторые её члены учредили новую партию, вновь принявшую название Чешской национально-социалистической партии (Česká strana národně socialistická, сокращённо ČSNS 2005). Она декларирует преемственность с партией периода Первой Чехословацкой республики и идеологию демократического социализма. Сотрудничала с Чешской социал-демократической партией и «Чешским суверенитетом», в 2011 году присоединилась к новой партии Иржи Пароубека «Национальные социалисты — левые 21 века».

## Название партии
- Национальная рабочая партия (чеш. Strana národních dělníků, 1897—1898);
- Чешская национально-социальная партия (чеш. Česká strana národně sociální, 1898—1914); в первые годы существования партии также использовалось название Национально-социальная партия Чехославянская (чеш. Národně-sociální strana českoslovanská);
- Чешская социалистическая партия (чеш. Česká strana socialistická, 1918);
- Чехословацкая социалистическая партия (чеш. Československá strana socialistická, 1918—1926);
- Чехословацкая национально-социалистическая партия (чеш. Československá strana národně socialistická, 1926—1938, 1945—1948);
- Чехословацкая социалистическая партия (чеш. Československá strana socialistická, 1948—1993);
- Либеральная национально-социальная партия (чеш. Liberální strana národně sociální, 1993—1996);
- Свободные демократы — Либеральная национально-социальная партия (чеш. Svobodní demokraté - Liberální strana národně sociální, 1996—1997);
- Чешская национально-социальная партия (чеш. Česká strana národně sociální, c 1997).

## Результаты на выборах

### Выборы вЦислейтании(1901—1918)

#### Выборы вРейхсрат
| Год  | Количество голосов | Количество голосов | Мандаты   | Мандаты |
| Год  | Количество         | %                  | Места     | ±       |
| ---- | ------------------ | ------------------ | --------- | ------- |
| 1901 | 5 404              | 0,5                | 4 из 425  |         |
| 1907 | 75 101             | 1,6                | 6 из 516  | ▲ 2     |
| 1911 | 95 901             | 2,1                | 13 из 516 | ▲ 7     |

#### Выборы вЧешский Сейм
| Год  | Количество голосов      | Количество голосов      | Мандаты  | Мандаты |
| Год  | Количество              | %                       | Места    | ±       |
| ---- | ----------------------- | ----------------------- | -------- | ------- |
| 1901 | 3 239                   | 1,3                     | 0 из 242 |         |
| 1907 | в коалиции с радикалами | в коалиции с радикалами | 2 из 242 | ▲ 2     |

### Выборы вЧехословакии(1918—1992)

#### Выборы вНациональное собрание
| Год  | Количество голосов         | Количество голосов         | Мандаты   | Мандаты | Правительство |
| Год  | Количество                 | %                          | Мест      | ±       | Правительство |
| ---- | -------------------------- | -------------------------- | --------- | ------- | ------------- |
| 1920 | 500 821                    | 8,1                        | 24 из 281 |         | Да            |
| 1925 | 609 915                    | 8,58                       | 28 из 300 | ▲ 4     | Нет           |
| 1929 | 767 328                    | 10,4                       | 32 из 300 | ▲ 4     | Да            |
| 1935 | 755 872                    | 9,2                        | 28 из 300 | ▼ 4     | Да            |
| 1946 | 1 298 980                  | 18,37                      | 55 из 300 | ▲ 27    | Да            |
| 1948 | Часть Национального Фронта | Часть Национального Фронта | 23 из 300 | ▼ 22    | Блок          |
| 1954 | Часть Национального Фронта | Часть Национального Фронта | 20 из 368 | ▼ 3     | Блок          |
| 1960 | Часть Национального Фронта | Часть Национального Фронта | 19 из 300 | ▼ 1     | Блок          |
| 1964 | Часть Национального Фронта | Часть Национального Фронта | 24 из 300 | ▲ 5     | Блок          |
| 1971 | Часть Национального Фронта | Часть Национального Фронта | 13 из 200 | ▼ 11    | Блок          |
| 1976 | Часть Национального Фронта | Часть Национального Фронта | 10 из 200 | ▼ 3     | Блок          |
| 1981 | Часть Национального Фронта | Часть Национального Фронта | 11 из 200 | ▲ 1     | Блок          |
| 1986 | Часть Национального Фронта | Часть Национального Фронта | 11 из 200 | ▬       | Блок          |
| 1990 | 199 446                    | 2,8                        | 0 из 150  | ▼ 11    | Не прошли     |
| 1992 | В рамках коалиции LSU      | В рамках коалиции LSU      | 1 из 150  | ▲ 1     | Нет           |